# Amza Pellea
Amza Pellea (7. dubna 1931 Băilești – 12. prosince 1983 Bukurešť) byl rumunský herec.

## Životopis
Vystudoval elektrotechnickou školu, herectví se profesionálně věnoval od roku 1956. Byl v angažmá v divadle v Craiově a v Bukurešti v Divadle komedie a v Národním divadle. Režisér Sergiu Nicolaescu ho obsadil do role Decebala ve filmu Dákové a Michala Chrabrého ve filmu Poslední křížová výprava. Hrál také ve východoněmecké indiánce Ulzana. Komediální vlohy uplatnil v televizních zábavných pořadech, kde vystupoval jako rázovitý olténský venkovan zvaný Strýc Mărin. Byl také spoluautorem scénáře filmu Kdo je miliardář?, v němž hrál dvojroli Mărina a jeho bohatého amerického dvojníka. Získal cenu pro nejlepšího herce na Mezinárodním filmovém festivalu v Moskvě a Řád kulturních zásluh. Také byl pedagogem Caragialeho národní univerzitě divadla a filmu a divadelním ředitelem. 
Byl zařazen na seznam 100 největších Rumunů. Jeho dcerou je herečka Oana Pellea.

## Filmografie
- 1955 Blanca
- 1961 Darclée
- 1962 Odvážný
- 1963 Mořská kočka
- 1964 Camera alba
- 1965 Bouře hněvu
- 1965 Na dosah trůnu
- 1966 Hajduci
- 1967 Dákové
- 1968 Trajánův sloup
- 1971 Ipova smrt
- 1971 Poslední křížová výprava
- 1971 Puterea si adevarul
- 1972 Sageata capitanului Ion
- 1973 Dimitrie Cantemir
- 1973 Komisař obviňuje
- 1973 Ostrov vlků
- 1974 Tata de Duminica
- 1974 Ulzana
- 1976 Havárie
- 1976 Odvážní se nevzdávají
- 1976 Úděl
- 1977 Eu, tu si Ovidiu
- 1977 Razboiul independentei
- 1978 Bratele Afroditei
- 1979 Ecaterina Teodoroiu
- 1979 Kdo je miliardář?
- 1979 Kolem prošla Anastázie
- 1979 Námořník a pes
- 1979 Das Ding im Schloß
- 1980 Casa dintre cîmpuri
- 1981 Anna a zloděj
- 1981 Past na žoldnéře
- 1982 Wilhelm Cuceritorul
- 1983 Imposibila iubire